# Näläntöjärvi (sjö i Lappland)
Näläntöjärvi är en sjö i Finland. Den ligger i kommunen Kolari i landskapet Lappland, i den norra delen av landet, 800 km norr om huvudstaden Helsingfors. Näläntöjärvi ligger 195,3 meter över havet. Arean är 17,7 hektar och strandlinjen är 2,62 kilometer lång. Sjön  ingår i Torne älvs huvudavrinningsområde. 